# Олег Котов
Олег Валериевич Котов е руски космонавт от украински произход, роден на 27 октомври 1965 г. в Симферопол, Автономна република Крим, Украйна.
Завършил е Военно-медицинската академия в Ленинград и започва работа като помощник на главния лекар-изпитател в Центъра за подготовка на космонавти „Юрий Гагарин“. През 1992 г. Котов е назначен за главен лекар-изпитател. Работи по проблемите на височинната физиология и влиянието на факторите на космическия полет върху човешкия организъм. През 1996 г. е зачислен в отряда на космонавтите.

## Първи полет
За първи път е включен в дублиращия екипаж на Союз ТМ-28. През 2007 г. е включен в основния екипаж на Союз ТМА-10 и Експедиция 15. По време на полета прави две излизания в открития космос с продължителност над 11 часа.

## Втори полет
През 2009 г. извършва втория си полет. През март 2010 г. става командир на МКС, заменяйки Джефри Уилямс от САЩ.

## Трети полет
През 2013 г. извършва трети си последен космически полет. По време на полета прави три излизания в открития космос с продължителност над 20 часа.
| Космически полети на Олег Котов                                     | Космически полети на Олег Котов  | Космически полети на Олег Котов | Космически полети на Олег Котов | Космически полети на Олег Котов           |
| №                                                                   | Дати                             | КК                              | Функции                         | Продължителност                           |
| ------------------------------------------------------------------- | -------------------------------- | ------------------------------- | ------------------------------- | ----------------------------------------- |
| 1                                                                   | 7 април 2007 – 21 октомври 2007  | Союз ТМА-10 – „МКС“             | Командир                        | 196 денонощия 17 часа 4 минути 35 секунди |
| 2                                                                   | 20 декември 2009 – 2 юни 2010    | Союз ТМА-17 – „МКС“             | Командир                        | 163 денонощия 5 часа 32 минути 32 секунди |
| 3                                                                   | 25 септември 2013 – 11 март 2014 | Союз ТМА-10М – „МКС“            | Командир                        | 166 денонощия 6 часа 24 минути 58 секунди |
| Сумарно време в космоса – 555 денонощия 18 часа 34 минути и 26 сек. |                                  |                                 |                                 |                                           |

Има общо 5 излизания в отрития космос с обща продължителност 36 часа и 52 минути.
На 4 май 2016 г. е освободен по ообствено желание от отряда на космонавтите.

## Награди
- Герой на Русия (23 октомври 2007 г.);
- Орден „За заслуги пред Отечеството“ III степен (22 август 2015) – за мъжество и героизъм, проявени по време на продължителния космически полет на Международната космическа станция[1]
- Орден „За заслуги пред Отечеството“ IV степен (30 октомври 2010) – за мъжество и героизъм, проявени по време на продължителния космически полет на Международната космическа станция[2]
- Медал на НАСА „За космически полет“ (2007)
- Звание „Летец-космонавт на Русия“ (2007)